# Franklin Avenue (metropolitana di New York)
Franklin Avenue è una stazione della metropolitana di New York situata all'incrocio tra le linee BMT Franklin Avenue e IND Fulton Street. Nel 2019 è stata utilizzata da 1 977 940 passeggeri. È servita dalla navetta Franklin Avenue Shuttle sempre, dalla linea C sempre tranne di notte, e dalla linea A solo di notte.

## Storia
La stazione sulla linea BMT Franklin Avenue (all'epoca parte della linea BMT Brighton) fu aperta il 15 agosto 1896. Nel 1924, quando come parte dei Dual Contracts la diramazione della linea Brighton verso Franklin Avenue venne scorporata andando a formare l'attuale linea BMT Franklin Avenue, la stazione fu interamente ricostruita. La stazione sulla linea IND Fulton Street venne inaugurata il 9 aprile 1936. Le due stazioni furono collegate tra di loro nel 1999, in occasione dei lavori di ristrutturazione della stazione della linea Franklin Avenue.

## Strutture e impianti
La stazione della linea IND Fulton Street (usata dalle linee A e C) è sotterranea, ha due banchine laterali e quattro binari, i due esterni per i treni locali e i due interni per quelli espressi che saltano la stazione. La stazione della linea BMT Franklin Avenue (usata dalla navetta Franklin Avenue) è posta su un viadotto e ha una banchina laterale e un solo binario.
Il fabbricato viaggiatori a servizio delle due stazioni si trova nell'angolo sud-ovest dell'incrocio tra Fulton Street e Franklin Avenue e ospita i tornelli, le scale e un ascensore che conducono alle banchine delle due linee. La banchina in direzione nord della stazione IND possiede anche una scala che porta direttamente all'angolo nord-est del medesimo incrocio.

## Interscambi
La stazione è servita da alcune autolinee gestite da NYCT Bus.
- Fermata autobus